# Semomesia maria
Semomesia maria är en fjärilsart som beskrevs av Butler 1877. Semomesia maria ingår i släktet Semomesia och familjen Riodinidae. Inga underarter finns listade i Catalogue of Life.